# Манн, Иванов и Фербер
«Манн, Иванов и Фербер» («МИФ») — московское издательство литературы, начавшее свою деятельность в 2005 году. Входит в издательскую группу «Эксмо-АСТ». Основатели: Игорь Манн, Михаил Иванов и Михаил Фербер. Первоначально издательство специализировалось на издании книг по маркетингу и менеджменту, управлению временем, адресованных собственникам бизнеса, менеджерам, консультантам, студентам и слушателям программы MBA, впоследствии стало публиковать научно-популярную литературу и книги по популярной психологии, а позже расширило своё присутствие на рынке за счёт создания редакций детской литературы и комиксов. С 2020 года запущены МИФ.Курсы.

## История
До 2007 года ежегодно выпускалось 12 наименований книг, посвящённых маркетингу и менеджменту (основная серия). В 2007 году, с покупкой издательством прав на серию книг «Стокгольмской школы экономики», число изданий увеличилось до 18 в год.
С 2006 по 2008 год издательство выпускало помимо традиционной также и аудиолитературу.
В 2008 году издательство первым из выпускающих деловую литературу начало продавать книги в электронном виде.
В октябре 2008 года издательство «Эксмо» завершило сделку по приобретению 25 % издательства «Манн, Иванов и Фербер» (оценочная стоимость сделки — $1 млн).
С 2009 по 2011 год выпуск книг плавно рос, к концу 2011 года составлял 60 новинок в год. С 2010 года в ассортимент включены книги о спорте: плавание, бег, велоспорт (в том числе маунтинбайк), триатлон. С 2013 года в издательстве появилось направление детской развивающей литературы.
В конце 2011 года в обмен на контрольный пакет издательства «Манн, Иванов и Фербер», отданный издательству «Эксмо», к «Манн, Иванов и Фербер» перешли портфель и бренд «Альпины Бизнес Букс», а также портфель редакции деловой литературы издательства «Эксмо». В том же году из состава акционеров вышел один из основателей Михаил Фербер. Количество новинок к концу года превысило 200.
По состоянию на конец 2013 года «Эксмо» как контролирующему акционеру принадлежит 56,1 % издательства «Манн, Иванов и Фербер».
В начале 2014 года основатель и генеральный директор издательства Михаил Иванов покинул компанию и продал свою 20 % долю издательству «Эксмо», которое в результате покупки стало контролирующим акционером с долей 84 %.
Среди авторов издательства: Джек Уэлч, Том Питерс, Джим Коллинз, Филип Котлер, Адриан Сливотски, Дэвид Майстер, Майкл Хаммер, Барбара Минто, Нассим Талеб, Игорь Манн, Глеб Архангельский, Александр Левитас, Тигран Арутюнян, Радислав Гандапас, Яна Франк, Ричард Румельт, Дамир Халилов, Николай Мрочковский, Брайан Трейси, Уолтер Айзексон.
Отличительные черты продукции — дизайн обложек до осени 2008 года заказывался у Студии Артемия Лебедева, каждая книга основной «белой» серии пронумерована в соответствии с порядком выхода в свет.

## Признание
Книги и авторы издательства удостаивались премий и наград, становились победителями в различных рейтингах бизнес-литературы.
В 2021 году издательство поддержало научно-просветительскую программу «Всенаука» и приняло участие в  проекте «Дигитека». По итогам реализации этого проекта электронные версии нескольких научно-популярных книг, выпущенных издательством, стали бесплатными для всех читателей.

## Партнёры
Издательство сотрудничает с LiveLib.ru — социальной сетью любителей книг.